# Serra da Nogueira
A Serra da Nogueira ou Serra da Pena Mourisca é a décima primeira maior elevação de Portugal Continental, com 1319 metros de altitude. Situa-se no Alto Trás-os-Montes, nos concelhos de Bragança, Macedo de Cavaleiros e Vinhais. Tem 440 m de proeminência e 27,57 km de isolamento topográfico.
No sopé da serra está a aldeia de Rebordãos e no topo o Santuário de Nossa Senhora da Serra.

## Etimologia
A Serra da Nogueira, desde sempre recoberta por extensos carvalhais, poderá ter a explicação do seu nome na raiz nog-, que comummente se encontra ligada a elevações de alguma importância.

## Cursos de água

### Rios
- Rio Azibo
- Rio Fervença

### Ribeiras
- Ribeira de Vilares
- Ribeira de Carvalhais (afluente do rio Tua)[4]

## Particularidades
Na serra de Nogueira situa-se o ponto ferroviário mais alto de Portugal, na estação de Rossas, em Santa Comba de Rossas. Aqui, a desactivada Linha do Tua encontrava também o seu maior túnel - o Túnel de Arufe -, assim como o Túnel do Remisquedo41° 43′ 05″ N, 6° 48′ 55″ O e a Ponte do Remisquedo41° 43′ 34″ N, 6° 49′ 09″ O, ambos dos maiores da linha.
Também na serra de Nogueira encontra-se o maior carvalhal de Portugal.
No ponto mais alto da serra41° 43′ 04″ N, 6° 51′ 18″ O está um santuário mariano de invocação Nossa Senhora da Serra.

## Ligações Externas
- Sítios Arqueológicos - IGESPAR
- Montanhas de Portugal